# 銻化鎵
銻化鎵為半導體材料之一，其中分子裡包含了銻和鎵，屬於III-V族，其能隙為 0.726ev，晶格常數是0.61 nm。銻化鎵通常可以用來做紅外檢測器、紅外發光二極體、電晶體、雷射二極體等用具。